# Іван Ергич
Іван Ергич (серб. Ivan Ergić, нар. 21 січня 1981, Шибеник, СФРЮ) — сербський футболіст, що грав на позиції півзахисника.
Виступав, зокрема, за клуби «Ювентус», «Базель» та «Бурсаспор», а також національну збірну Сербії.
Чотириразовий чемпіон Швейцарії. Чемпіон Туреччини.

## Клубна кар'єра
У дорослому футболі дебютував 1999 року виступами за команду клубу «Перт Глорі», в якій провів один сезон, взявши участь у 32 матчах чемпіонату.
Своєю грою за цю команду привернув увагу представників тренерського штабу клубу «Ювентус», до складу якого приєднався 2000 року. Відіграв за «стару сеньйору» наступний сезон своєї ігрової кар'єри.
Протягом сезону 2000—2001 на правах оренди захищав кольори команди клубу «Базель».
2001 року приєднався до «Базеля» на правах повноцінного контракту. Провів у складі його команди вісім сезонів. Більшість часу, проведеного у складі «Базеля», був основним гравцем команди.
2009 року перейшов до клубу «Бурсаспор», за який відіграв 2 сезони. Граючи у складі «Бурсаспора» також здебільшого виходив на поле в основному складі команди. Завершив професійну кар'єру футболіста виступами за команду «Бурсаспор» у 2011 році.

## Виступи за збірні
2006 року дебютував в офіційних матчах у складі національної збірної Сербії та Чорногорії. Протягом кар'єри у національній команді, яка тривала один рік, провів у формі головної команди країни три матчі.
У складі збірної був учасником чемпіонату світу 2006 року у Німеччині.
Протягом 2006–2008 років провів вісім матчів за збірну Сербії.

## Досягнення
- Чемпіон Австралії:

«Перт Глорі»: 1999–2000
- Чемпіон Швейцарії:

«Базель»: 2001-02, 2003-04, 2004-05, 2007-08
- Володар Кубка Швейцарії:

«Базель»: 2001-02, 2002-03, 2006-07, 2007-08
- Чемпіон Туреччини:

«Бурсаспор»: 2009-10